# An Inspector Calls
An Inspector Calls (har även i Sverige gått under titeln Mordet i Midlands) är en teaterpjäs skriven av J B Priestley, pjäsen sattes upp i Moskva för första gången 1945 och är ett drama i tre akter.
Pjäsen har även filmatiserats ett antal gånger, bland annat med Alastair Sim och Bernard Hepton i varsin version. Pjäsen har även gjorts som TV-serie. Den har ett flertal gånger även gjorts som radiopjäs av BBC. 2009 sattes pjäsen upp i en prisbelönt och kritikerrosad version i regi av Stephen Daldry.
I Sverige sattes pjäsen senast upp 2008 på Intiman i Malmö av Malmö stadsteater, då med Fredrik Gunnarsson i huvudrollen.

## Handling
Året är 1912, den förmögna familjen Birling äter middag och diskuterar sina vardagliga problem då det plötsligt knackar på dörren. Utanför står den mystiske kommissarie Goole som har kommit för att ställa några frågor. Frågorna rör en arbetarkvinna vid namn Eva Smith som nu ligger död på stadens bårhus efter att ha tagit sitt liv. Först ställer sig alla i familjen Birling frågande till saken eftersom ingen känner Eva Smith, eller gör de? Kommissarie Goole börjar snart avslöja att alla i familjen Birling är skyldiga till hennes död, men på olika sätt. Det blir en kväll familjen Birling aldrig kommer att glömma.

## Figurer
- Kommissarie Goole
- Arthur Birling
- Sybil Birling
- Shelia Birling
- Eric Birling
- Gerald Croft
- Eva Smith/Daisy Renton/Mrs Birling (central i handlingen men syns aldrig på scen)